# Zachodnia Wyższa Szkoła Handlu i Finansów Międzynarodowych im. Jana Pawła II w Zielonej Górze
Zachodnia Wyższa Szkoła Handlu i Finansów Międzynarodowych im. Jana Pawła II w Zielonej Górze – dawna uczelnia niepubliczna z siedzibą w Zielonej Górze. Powstała we wrześniu 2002 roku. W pierwszych latach funkcjonowania uczelnia miała strukturę bezwydziałową zarządzaną przez organ kolegialny – Senat i organy jednoosobowe: Kanclerza i Rektora, który jest przełożonym wszystkich pracowników i studentów. Obowiązki Dziekana wypełniał Prorektor do spraw Dydaktyki. Naukę prowadzono wówczas na dwóch specjalnościach (handel międzynarodowy oraz gospodarowanie nieruchomościami). Od roku akademickiego 2005/2006 jest uczelnią jednowydziałową, bowiem w ramach jej struktury wyodrębniono Wydział Ekonomii i Handlu Międzynarodowego, którym kieruje Dziekan Wydziału. W 2009 roku powołany został Prorektor ds. Studenckich i Dydaktyki. W grudniu 2014 roku uczelnia została postawiona w stan likwidacji.

## Kadra naukowa
Na uczelni zatrudnionych było 32 nauczycieli akademickich, w tym:
- 1 z tytułem naukowym profesora
- 16 ze stopniem naukowym doktora
- 15 z tytułem zawodowym magistra

## Struktura uczelni
- Wydział Ekonomii i Handlu Międzynarodowego
  - Katedra Matematyki i Zastosowań
  - Katedra Zarządzania i Ekonomii
    - Zakład Międzynarodowych Stosunków Gospodarczych i Integracji Europejskiej
    - Zakład Rachunkowości i Finansów
    - Zakład Gospodarowania i Nieruchomości